# 列霞·烏克蘭卡
列霞·烏克蘭卡（羅馬化：Lesia Ukrainka，發音：[ˈlɛsʲɐ ʊkrɐˈjinkɐ]；1871年2月25日 [儒略曆2月13日] —1913年8月1日 [儒略曆7月19日]），本名拉里莎·彼得里芙娜·科萨奇，婚後姓科薩奇-克维特卡，乌克兰文学家、诗人、剧作家，社会活动家、马克思主义者和女性主义者，乌克兰社会民主党创始人之一，曾参与《共产党宣言》乌克兰语版本的翻译。
她的著名诗集包括《鼓起诗歌的翅膀》、《思想和希望》和《回声》；其一生中创作了十几部诗体剧，其中包括《在废墟上》、《秋天的童话》、《在地下经堂里》、《石头主人》、《森林之歌》等。

## 生平
列霞·烏克蘭卡于1871年出生于兹维亚赫尔，其母奥列娜·普奇尔亦为乌克兰著名作家，其父彼得罗·科萨赫是地区调解委员会主席。她的数学天赋不高，但通晓英语、德语、法语、意大利语、希腊语、拉丁语、波兰语、俄语、保加利亚语及其母语乌克兰语。
列霞的母亲在她的成长过程中发挥了重要作用。她的母亲积极参与女性主义运动，并出版了一本女权年鉴。列霞的家庭只使用乌克兰语交流，同时，为了避免在俄罗斯帝国开办的学校中接受俄语教育，孩子们只在家中接受乌克兰语家庭教师的教学。列霞在四岁时学会认字，她和她的哥哥都能流畅地阅读外国文学作品的原文。
列霞在八岁时创作了她的第一首诗歌《希望》，以纪念她的家人因反对沙皇统治而被捕。同年，列霞举家迁往卢茨克。她的叔叔米哈伊洛·德拉霍马诺夫鼓励她学习乌克兰民歌、民间故事和历史。她还受到著名作曲家米科拉·李森科，以及乌克兰著名戏剧家和诗人米哈伊洛·斯塔里茨基的影响。
她于十三岁首次发表诗歌《铃兰》，刊登于利沃夫的杂志《星星》。由于俄罗斯帝国禁止乌克兰语出版物，考虑到自身安全，她接受母亲的建议开始使用笔名。与此同时，列霞的钢琴技艺日渐精湛。但由于罹患骨结核病，列霞无法在外接受相关指导，写作也因此成为她生活中的重心。
1890年代开始，列霞基本在波尔塔瓦进行交流。1893-1906年的夏天，列霞基本都住在波尔塔瓦的哈佳奇，她这一时段的创作也大多与哈佳奇有关。她的作品《苏格兰国王罗伯特·布鲁斯》正是创作于此。此外，列霞还在哈佳奇结识了马卡洛娃老师，这位老师在列霞的回忆中留下了浓墨重彩的一笔。
列霞的作品大多饱含对乌克兰自由独立的信念。1895-1897年间，她加入基辅文艺协会，该协会后来由于与革命分子有联系，于1905年被取缔。1888年，列霞年满17岁，她受16世纪法国七星詩社流派的启发，和哥哥创办七星文学角，旨在将外国文学作品翻译为乌克兰语。
列霞的创作受到塔拉斯·谢甫琴科和伊万·弗兰科的影响，他们都是当时乌克兰的著名文学家。1893年，列霞出版了她的第一部诗集《鼓起诗歌的翅膀》。由于当时俄罗斯帝国对乌克兰语出版物的禁令，列霞只得将诗集带到西乌克兰地区出版，该地当时尚在奥匈帝国的统治之下。待诗集出版之后，再将其偷运回基輔发售。
列霞身患骨结核，须前往不同地方寻求治疗方法。她也得以游历德国、奥地利、意大利、比利时和埃及等国，这段经历使她接触到了各国不同的文化，也开阔了她的视野。
1897年，列霞在雅尔塔接受治疗时邂逅谢尔盖·梅尔斯基，他是一名来自明斯克的官员，同时也是俄国社会民主工党成员，彼时也在接受结核病治疗，两人的关系迅速发展。列霞称他们的关系为“友谊”，而非“爱情”。1901年3月3日，梅尔斯季因肺结核去世，列霞在他临终时，于枕边写下作品《被附身者》。
列霞·烏克蘭卡积极投身于反对沙皇统治的社会运动当中，且是乌克兰马克思主义者组织的一员。1902年，她将《共产党宣言》译为乌克兰语。1907年，列霞被沙俄警察逮捕后释放，随后一直受到监视。
1907年，列霞与法院官员克雷門特·克維特卡结婚，他们先是定居于克里米亚，后迁往格鲁吉亚居住。
1913年8月1日，列霞·烏克蘭卡于格鲁吉亚苏拉米去世，享年42岁。

## 作品
呵，我的人民无辜受难，
我的兄弟戴着锁链，气息奄奄。
唉，乌克兰，致命的旧创，
燃烧在你的心间！
谁能替我们粉碎沉重的锁链？
噢，我的天！

何时才能摆脱不幸？还是幸福不会来临？
该死的手，衰弱得麻木不灵！
生活如同地狱，又何必降生？
我们宁愿让死的黑幕盖住眼睛，
也不愿在耻辱中偷生！
噢，多么不幸！

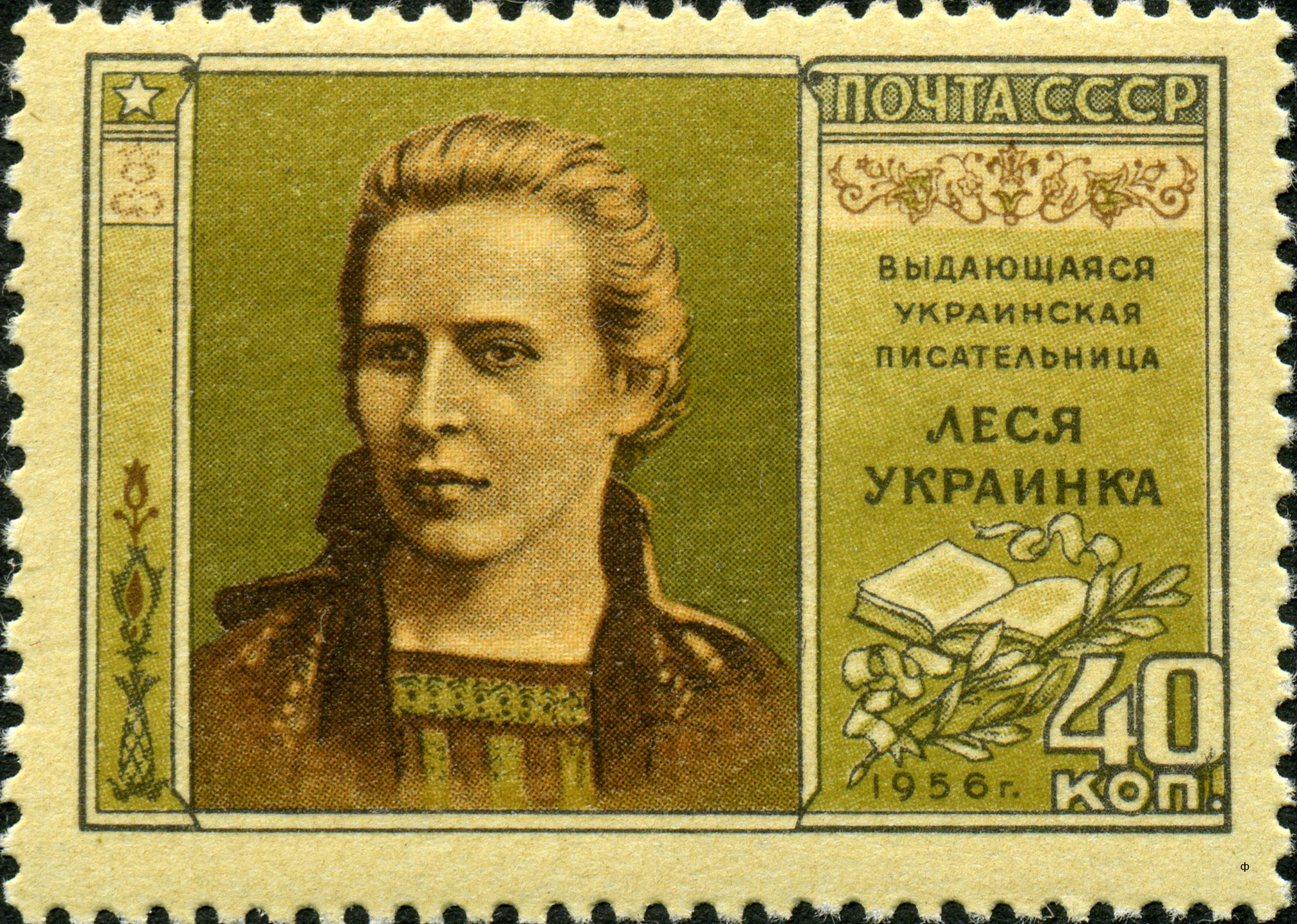
1956年苏联发行的邮票，印有列霞·乌克兰卡肖像

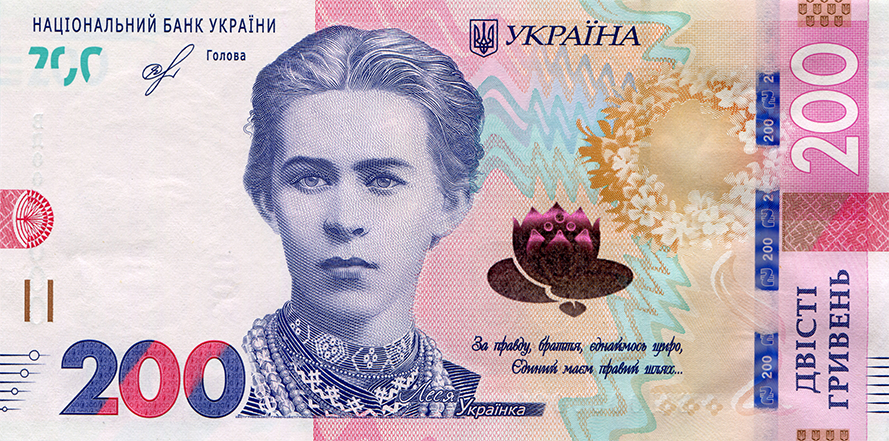
乌克兰格里夫纳200元钞票

——列霞·烏克蘭卡《珍贵的眼泪》
伊凡·弗兰科对列霞·乌克兰卡的作品给予极高评价，把它和舍甫琴科的《遗嘱》相提并论，“自从舍甫琴科唱出‘把我埋葬以后，大家一致奋起，粉碎奴役的锁链……’，乌克兰还没有听到过像这位体弱多病的女子口中唱出的这样有力、热情的诗的语言……”。俄国社会民主工党1902年出版的传单中，曾经援引《我的话，你为什么不变成……》的第五段作为献词。

## 纪念

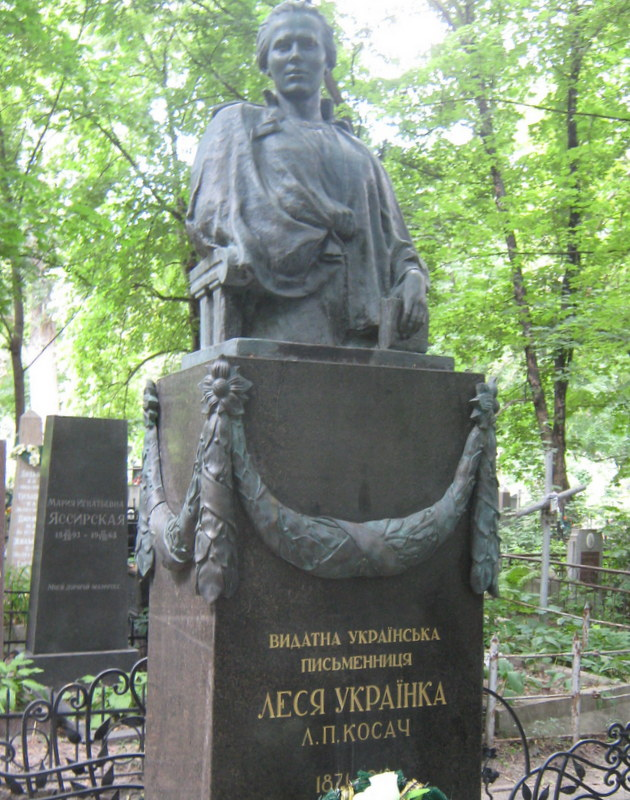
列霞·乌克兰卡的埋葬地，基辅拜科夫公墓

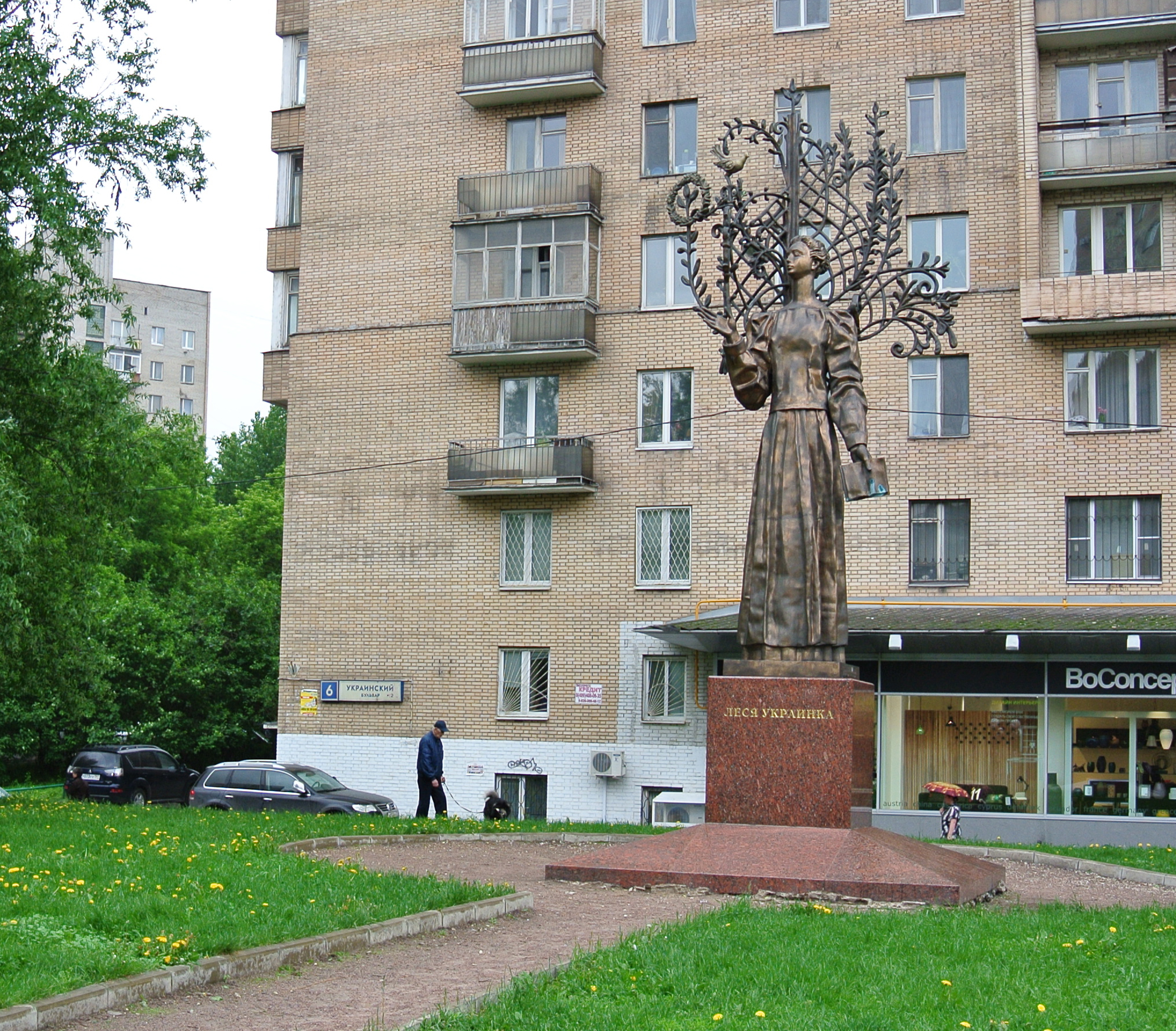
莫斯科的纪念碑

乌克兰和其他前苏联加盟国境内都有许多列霞·烏克蘭卡的纪念碑。基辅馬林斯基公園内设有列霞的纪念碑，阿塞拜疆巴库有列霞的半身像。基辅市内有一家剧院以列霞的名字命名。此外，在当地乌克兰侨民的呼吁下，美国和加拿大亦有列霞的纪念碑，加拿大萨斯喀彻温大学内即有纪念碑。
2021年2月25日，列霞·烏克蘭卡诞辰150周年，乌克兰总统弗拉基米尔·泽连斯基发表电视讲话，并向其墓碑献花。
2022年11月16日，乌克兰第聂伯罗的普希金大道更名为列霞·烏克蘭卡大道。
2023年1月14日，俄罗斯入侵乌克兰期间，第聂伯罗市一栋公寓楼遭到导弹袭击，造成30人以上死亡。随后数天内，莫斯科有市民在列霞·烏克蘭卡纪念碑下献花。